# Otto Haug
Otto Haug (24. juli 1876 i Kristiania (Oslo), Norge − 3. marts 1948 i Oslo) var en norsk atlet, som var medlem i Kristiania Idrætsforening (senere Oslo Idrettslag).
Haug deltog i de olympiske mellemlege 1906 i Athen, hvor han blev nummer fem i stangspring med 3,00. Hans bedste resultat i stangspring var 3.20 som han sprang i Kristiania 27. maj 1902, det var norsk rekord i 19 dage. 2. september 1900 blev han den første nordmand over seks meter i længdespring med et spring på 6,01. Han vandt syv norske mesteskaber.

## Mesterskaber

### Norske mesterskaber
- Bronze 1897 500 meter 1:18.-
- Guld 1897 1500 meter 4:44.0
- Guld 1898 500 meter 1:25.8
- Guld 1898 1500 meter 4:27.4
- Sølv 1998 110 meter hæk ?
- Sølv 1898 Højdespring 1,58
- Guld 1899 500 meter 1,17,0
- Bronze 1999 Højdespring 1,60
- Sølv 1899 Stangspring 2,80
- Guld 1900 Længdespring 5,72
- Sølv 1900 Stangspring 3,05
- Guld 1902 Stangspring 2,90
- Guld 1906 Stangspring 3,10

### Åbne svenske mesterskaber
- Guld 1901 Stangspring 3,05

### Åbne danske mesterskaber
- Sølv 1897 1 mile
- Sølv 1902 ¼ mile
- Guld 1902 Højdespring 1,52